# Aurora (Baexem)
De Aurora is een standerdmolen in het Limburgse Baexem in de Nederlandse gemeente Leudal. De molen is in 1845 gebouwd. De familie Canoy had als eerste de molen in haar bezit. Het hout van het onderstel zou afkomstig zijn van de oude galg van Haelen. De molen is in bedrijf geweest tot molenaar Grubben in 1945 tijdens onderhoud aan de wieken dodelijk verongelukte. De molen werd door zijn weduwe verkocht en kwam stil te staan. In 1968 is de Aurora verkocht aan de toenmalige gemeente Baexem, die de molen heeft laten verplaatsen en restaureren. De oude roeden van de Aurora zijn toen overgeplaatst naar De Roosdonck in Nuenen. In 1971 is de molen feestelijk in bedrijf gesteld.
Burgemeester G.A. Canoy heeft bij de oprichting van Zangvereniging Aurora, voor de naam van de molen gekozen. De Fanfare Aurora van Baexem is voorgekomen uit deze zangvereniging.
Naast de molen is een modern molenhuis gebouwd, waarin van alles over de Auroramolen tentoongesteld is.

## Afbeeldingen

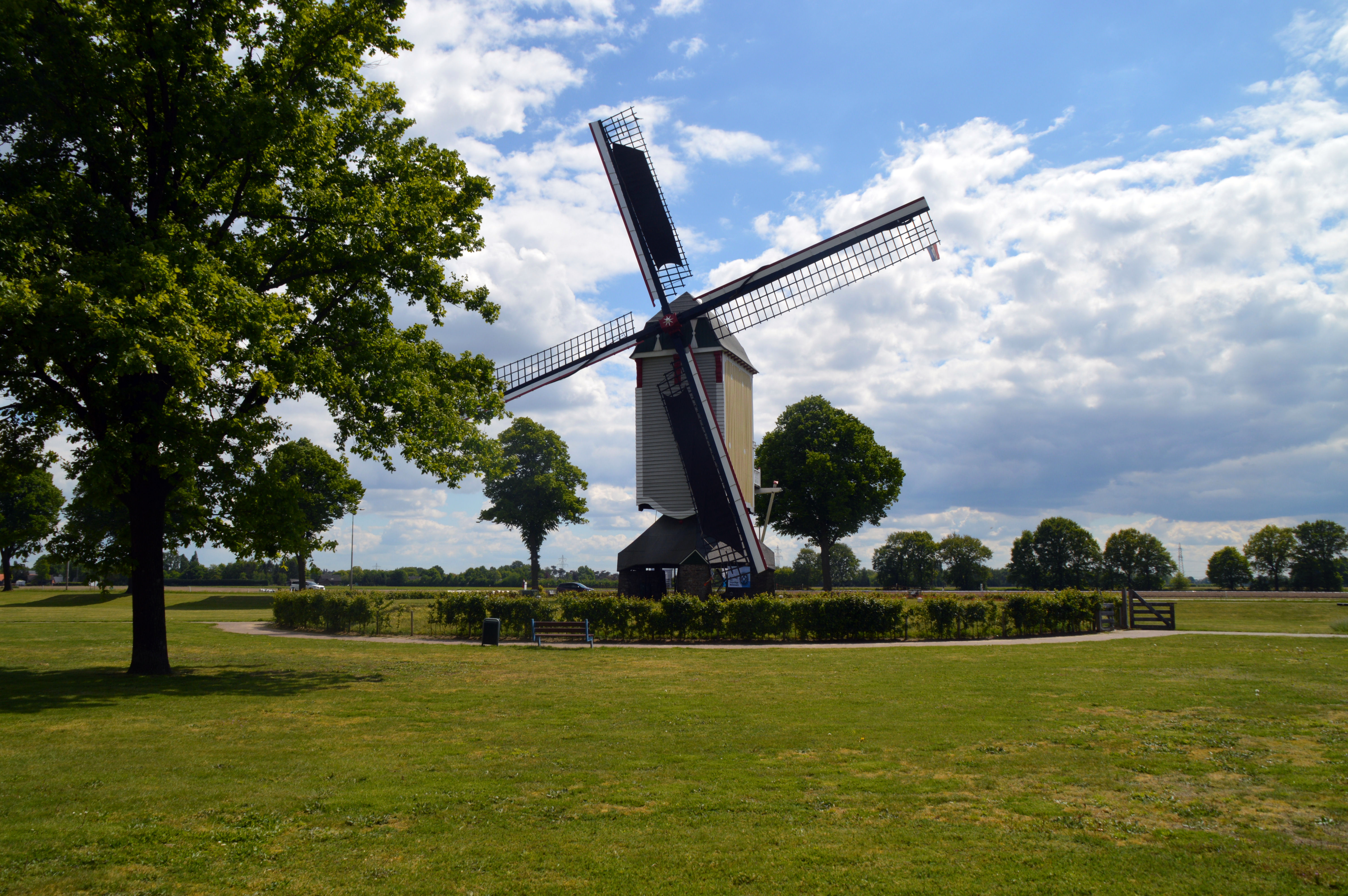
Aurora op Limburgse molendag 2019
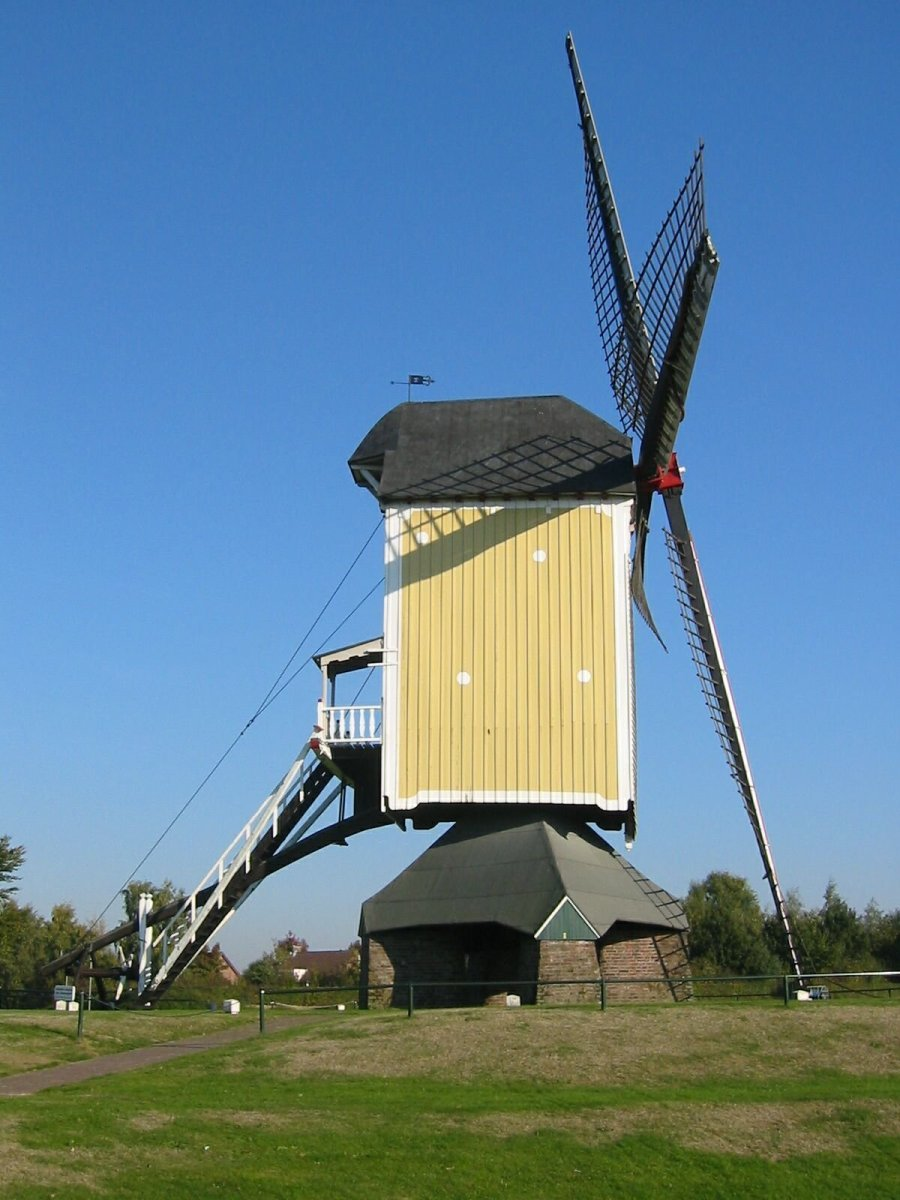
Zijaanzicht (2013)
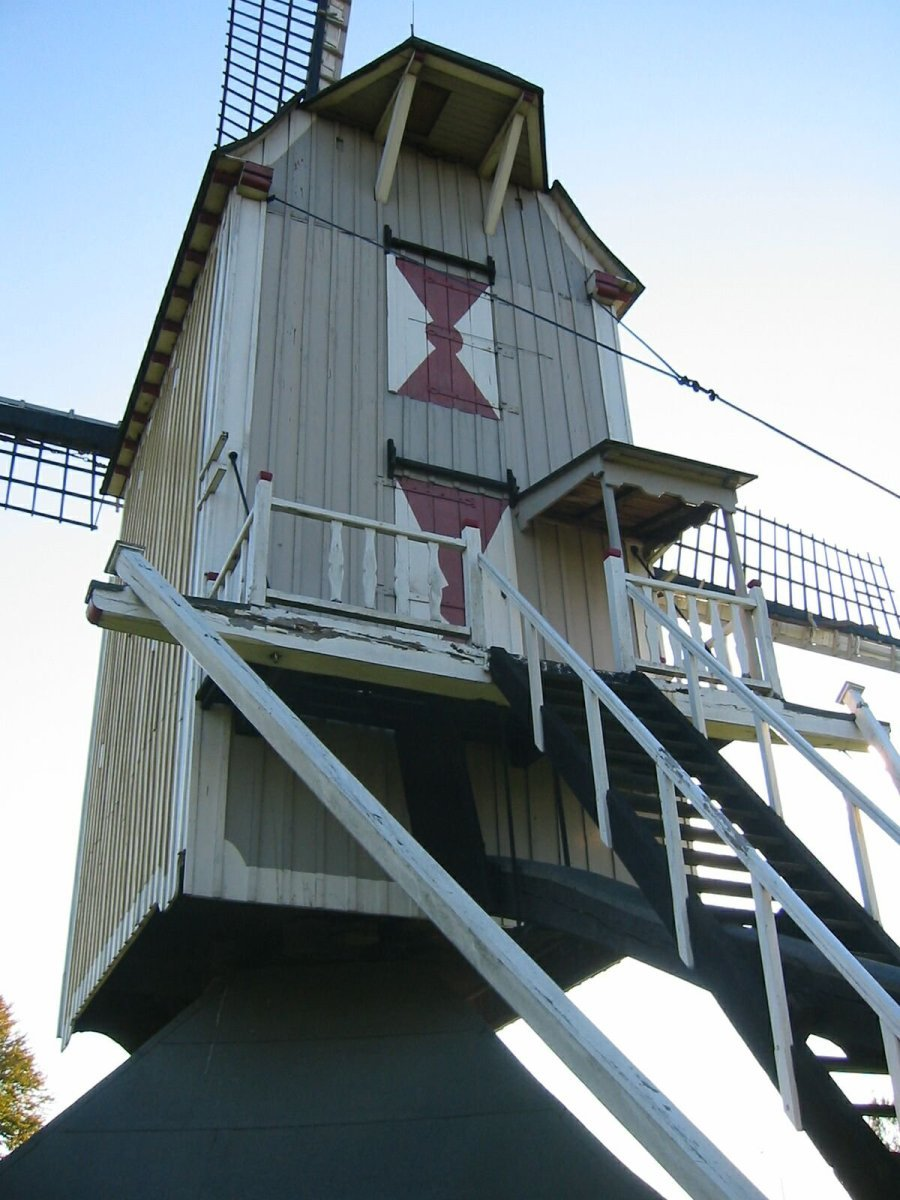
Bovenhuis (2013)
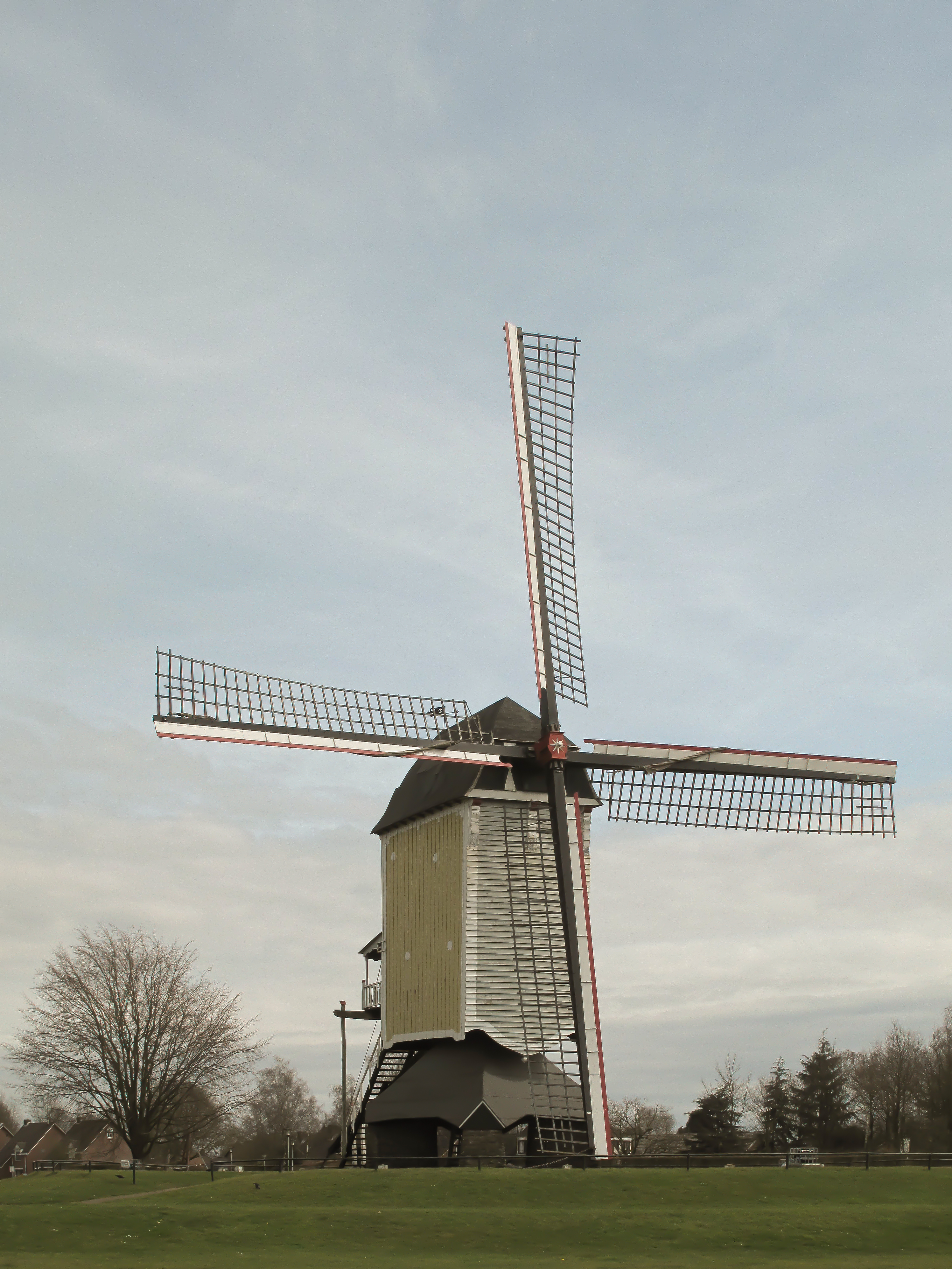
Baexem, molen Aurora (2013)
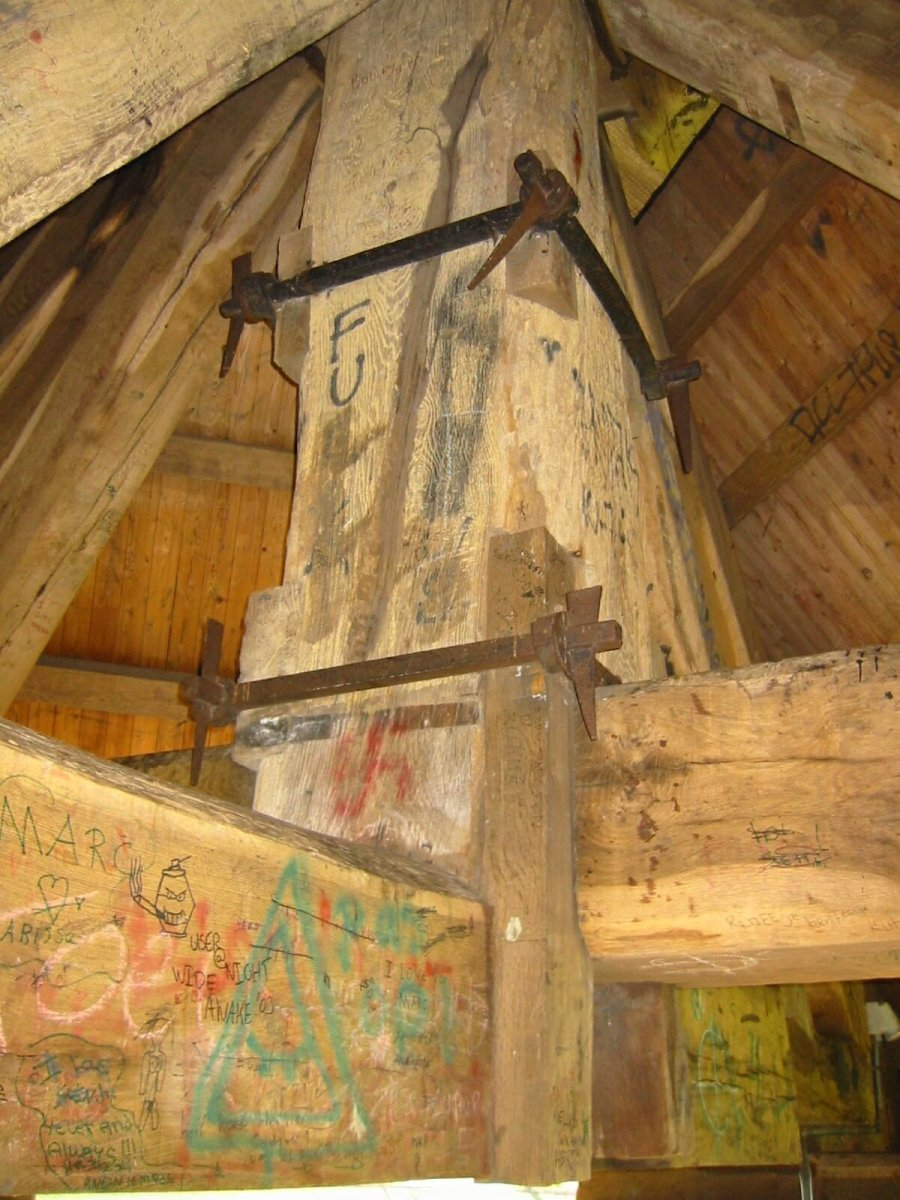
Interieur (2013)